# Фіннінг (Баварія)
Фіннінг (нім. Finning) — громада в Німеччині, розташована в землі Баварія. Підпорядковується адміністративному округу Верхня Баварія. Входить до складу району Ландсберг. Складова частина об'єднання громад Віндах.
Площа — 23,33 км2. Населення становить 1960 ос. (станом на 31 грудня 2020).